# Piet van der Horst
Petrus Michaelis van der Horst (Klundert, 25 d'octubre de 1903 - Breda, 18 de febrer de 1983) va ser un ciclista neerlandès que fou professional entre 1931 i 1935.
Abans de passar al professionalisme va prendre part en els Jocs Olímpics d'Amsterdam de 1928, en què guanyà una medalla de plata en la prova de persecució per equips, fent equip amb Johannes Maas, Janus Braspennincx i Jan Pijnenburg.

## Palmarès
- 1928
  -  Medalla de plata als Jocs Olímpics d'Amsterdam en persecució per equips
- 1932
  - 1r a la Den Haag-Brussel·les